# Tito Flávio Celiano
Tito Flávio Celiano (em latim: Titus Flavius Coelianus) foi um oficial romano do século III, ativo durante o reinado dos imperadores Diocleciano (r. 284–305) e Maximiano. Em 289, foi cônsul sufecto em 1 de fevereiro com Marco Úmbrio Primo.